# سعید بن مصطفی
سعید بن مصطفی (انگلیسی: Saïd Ben Mustapha; ۲۸ ژوئیهٔ ۱۹۳۸ – ۱۲ نوامبر ۲۰۲۴) سیاستمدار اهل تونس بود. وی از دسامبر ۱۹۹۷ تا ۱۱ نوامبر ۱۹۹۹ وزیر امور خارجه این کشور بود.
سعید بن مصطفی در ۱۲ نوامبر ۲۰۲۴، در سن ۸۶ سالگی درگذشت.